# NGC 302
NGC 302 je zvijezda u zviježđu Kitu.

## Vanjske poveznice
- SEDS: NGC 0302